# Superhero League of Hoboken
Superhero League of Hoboken est un jeu vidéo de rôle développé et édité par Legend Entertainment, sorti en 1994 sur DOS.

## Accueil
À sa sortie, le jeu reçoit la note de 84 % dans PC Gamer US et de 72 % dans PC Gamer UK.
Il est cité en 2018 dans le dossier de Canard PC « Les Nanars du jeu de rôle : Une contre-histoire du RPG » qui évoque des combats au tour par tour « plutôt agréables » et loue l'humour qui se dégage du titre.